# Murillo de Río Leza
Murillo de Río Leza ist ein Ort und eine Gemeinde (municipio) mit 1.665 Einwohnern (Stand: 2024) in der Autonomen Gemeinschaft La Rioja im Norden Spaniens.

## Lage und Klima
Der Ort Murillo de Río Leza liegt am Unterlauf des Río Leza in der Übergangszone zwischen dem Bergland der Tierra de Cameros und dem Ebro-Tal gut 16 km (Fahrtstrecke) südöstlich der Provinzhauptstadt Logroño in einer Höhe von ca. 405 m. Das Klima ist gemäßigt bis warm; Regen (ca. 475 mm/Jahr) fällt übers Jahr verteilt.

## Bevölkerungsentwicklung
| Jahr      | 1857  | 1900  | 1950  | 2003  | 2018  |
| Einwohner | 1.316 | 2.013 | 2.119 | 1.307 | 1.654 |

Infolge der Mechanisierung der Landwirtschaft, der Aufgabe bäuerlicher Kleinbetriebe und des daraus resultierenden geringeren Arbeitskräftebedarfs ist die Einwohnerzahl des Orts seit der Mitte des 20. Jahrhunderts deutlich zurückgegangen (Landflucht).

## Wirtschaft
Die Gemeinde war jahrhundertelang zum Zweck der Selbstversorgung landwirtschaftlich orientiert, wobei die Viehwirtschaft (Milch, Käse, Fleisch) im Vordergrund stand; aus der Schafwolle wurden Weberzeugnisse hergestellt, die auch getauscht oder verkauft werden konnten. Aber auch Obst, Gemüse und Getreide wurden angebaut. Im 17. und 18. Jahrhundert waren zahlreiche Webereien hier ansässig. Heute werden vor allem im Sommerhalbjahr Ferienwohnungen (casas rurales) vermietet. Die Gemeinde gehört überdies zum Weinbaugebiet der Rioja Baja.

## Geschichte
Keltiberische, römische, westgotische und selbst islamisch-maurische Siedlungsspuren wurden auf dem Gemeindegebiet nicht entdeckt. Das Gebiet diente jahrhundertelang als Sommerweide für Schafe und Ziegen. Eine militärische Rückeroberung (reconquista) durch die Christen fand wohl nicht statt, doch wurde der Platz im Rahmen der Repoblación allmählich besiedelt. Im Mittelalter war die Region zeitweise zwischen den Königreichen Kastilien und Navarra umstritten. Im 14. Jahrhundert gehörten der Ort und sein Umland zur Tierra de Cameros. Im 18. Jahrhundert erlebte der Ort wegen seiner Textilproduktion einen deutlichen Aufschwung. Nach der Abschaffung der Grundherrschaften im Jahr 1811 gehörte das Gebiet zur Provinz Soria und kam erst im Jahr 1833 zur neugeschaffenen Provinz Logroño, aus der später die Region La Rioja hervorging.

## Sehenswürdigkeiten

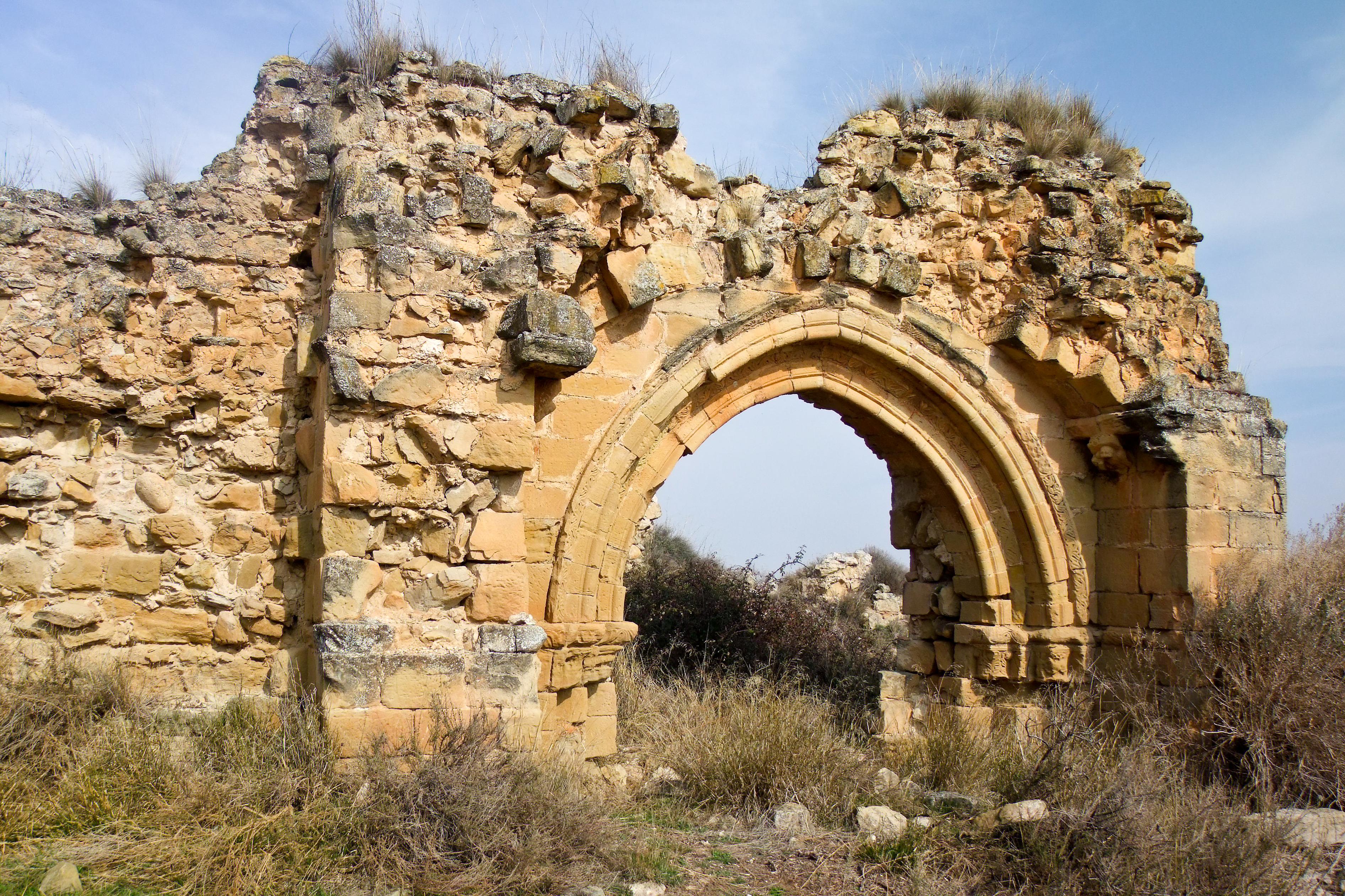
Murillo de Río Leza – Ermita de San Vicente

- Die einschiffige Iglesia de San Esteban Protomártir entstand im 16./17. Jahrhundert an der Stelle eines mittelalterlichen Vorgängerbaus. Hervorzuheben sind die Portalfassade des Südquerhauses, mehrere Außenarkaden am Langhaus sowie der mehrfach abgestufte und von einem viereckigen Grundriss im Untergeschoss in eine oktogonale Laterne überleitende Glockenturm (campanario). Im Innern beeindruckt die Chorpartie mit mehreren optisch miteinander verbundenen Altarretabeln (retablos), unter denen der spätbarocke Hauptaltar mit seinen gedrehten Säulen im Stil des Churriguerismus besonders hervorsticht.[4]
- Mehrere Häuser im Ortskern tragen steinerne Wappenschilde.
- Am Ortsausgang steht die Ermita de Nuestra Señora la Virgen del Cortijo.

Umgebung
- Die ca. 750 m südlich des Ortes befindliche Ermita de Santa Ana ist ein äußerlich schmuckloser Bau aus dem 16. Jahrhundert mit späteren Hinzufügungen.
- Die ca. 2,5 km nördlich am Ufer des Río Leza gelegene Ermita de San Vicente war ein gotischer Bau des 13. Jahrhunderts, von dem nur noch das Portal erhalten ist.[5][6]